# Катрин Галахър
Катрин Галахър (на английски: Catherine Gallagher) e професор по англицистика в Калифорнийския университет в Бъркли, специалист по викторианска литература. Един от представителите на Новия историцизъм в литературознанието.

## Биография
Родена е на 16 февруари 1945 г. в Денвър. Получава бакалавърска (1972) и магистърска степен (1974) в Калифорнийския университет в Бъркли. В същия университет защитава и докторската си дисертация през 1979 г.
Асистент в Денвърския университет (1979-1980) и в Калифорнийския университет в Бъркли (1980-1984). В Бъркли по-късно е доцент (1984-1990), а от 1990 г. и професор.
Омъжена е за Мартин Джей, историк на идеите, професор в департамента по история на Калифорнийския университет в Бъркли. Имат две дъщери: Маргарет Шана и Ребека Ерин.

### Монографии
- The Industrial Reformation of English Fiction. Social Discourse and Narrative Form, 1832 – 67 (Индустриалното реформиране на английската художествена проза. Социалният дискурс и наративната форма, 1832 – 1867). Chicago: University of Chicago Press, 1985
- Nobody's Story. The Vanishing Acts of Women Writers in the Marketplace, 1670 – 1820 (Историята на онези, които не съществуват: Актове на изчезване на жени писателки на пазара, 1670 – 1820). Berkeley: University of California Press, 1994.
- Practicing New Historicism (Практикувайки Новия историцизъм). Заедно със Стивън Грийнблат. Chicago: University of Chicago Press, 2000.
- The Body Economic: Life, Death, and Sensation in Political Economy and the Victorian Novel (Икономика на тялото: Животът, смъртта и усещанията в политическата икономия и викторианския роман). Princeton: Princeton University Press, 2005.[2]

### Съставителство
- The Making of the Modern Body. Sexuality and Society in the Nineteenth Century (Създаването на модерното тяло. Сексуалността и обществото през 19 век). Заедно с Томас Лакър. Berkeley: University of California Press, 1987.
- Oroonoko; or, The Royal Slave, by Aphra Behn. Bedford Cultural Edition (Орооноко, или Кралският роб – от Афра Бен). Заедно със Саймън Стърн. Bedford Books, 1999.